# オーストラリアタマキビ

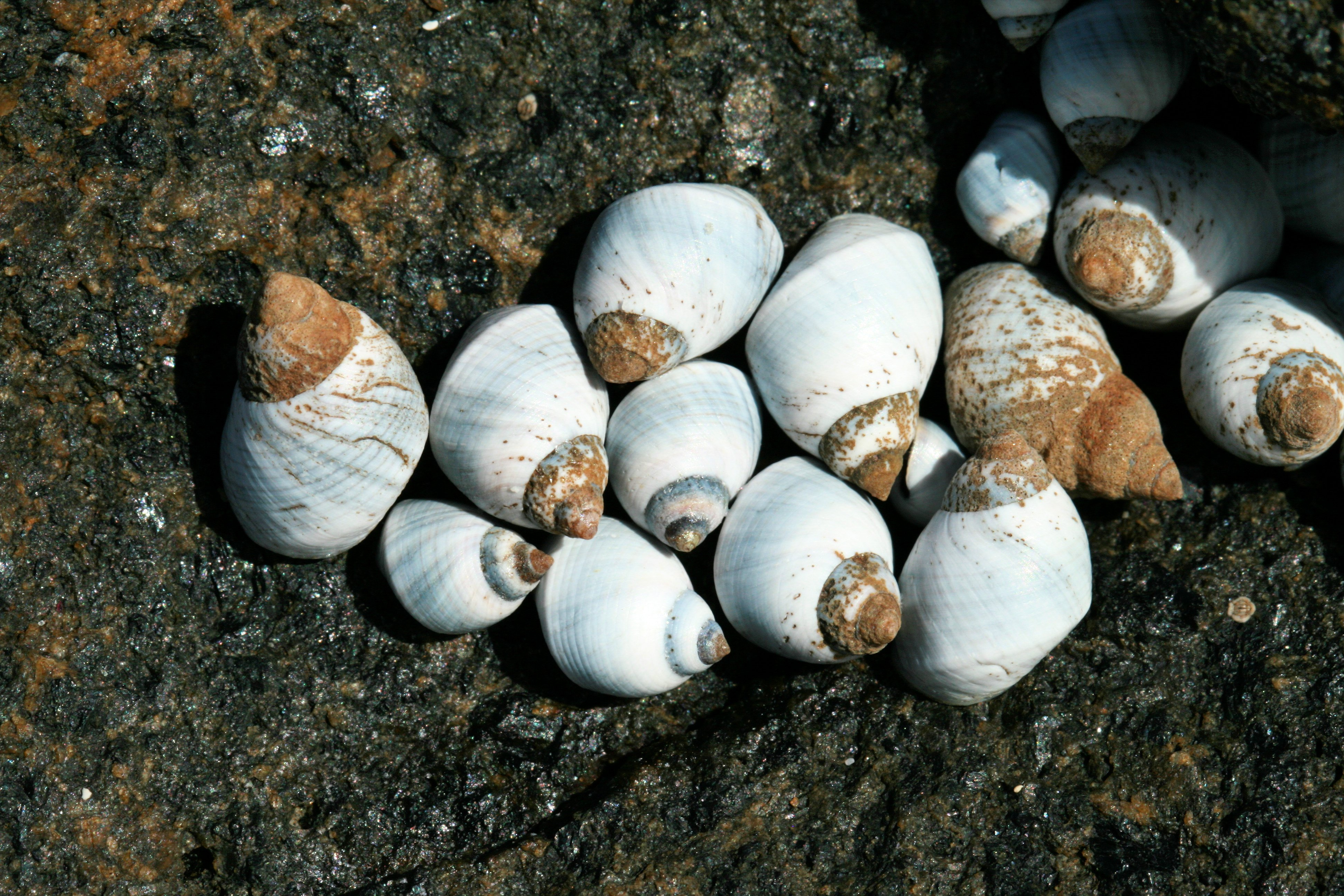
岩の窪みに集まるオーストラリアタマキビ（NSW バウリービーチ）

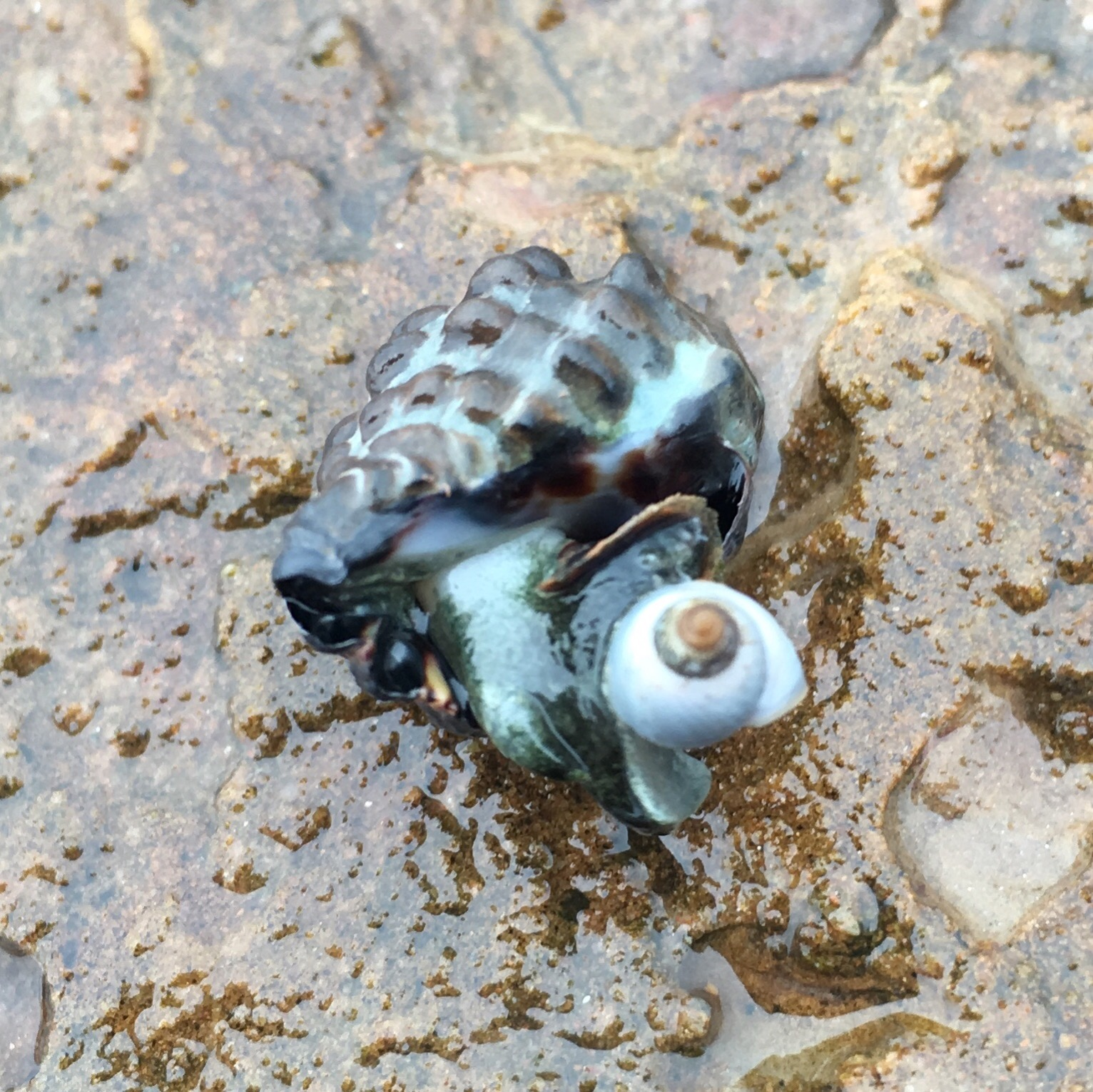
("コゲレイシダマシ")に捕食されそうになっているオーストラリアタマキビ（NSW コラロイ）

オーストラリアタマキビ（オーストラリア玉黍）、学名 Austrolittorina unifasciata は、タマキビ科に分類される海産の巻貝の一種。貝殻は殻高（殻長）20 mm前後。オーストラリアの固有種で、同国の温帯沿岸に生息する。オーストラリアタマキビ属 Austrolittorina Rosewater, 1970 のタイプ種（原指定）。

## 分布
オーストラリアの固有種で、同国の温帯域沿岸に普通。
オーストラリア本土の東岸、西岸、南岸、及びロード・ハウ島、タスマニア島の沿岸に分布する。東側の北限ははクイーンズランド州イェップーン（Yeppoon）、西側の北限は西オーストラリア州のノースウェスト岬（North West Cape）で、概ね南緯21～23度あたりが分布の北限となっている。
20世紀の資料にはニュージーランドにも分布するとするものもあるが（例えば Wilson, 1993など） 、これはかつて本種の亜種などとして扱われた A. antipodum を含んだ分布であり、2004年以降は別種と見なされている。

## 形態
以下は主としてReid & Williams (2004)による。同論文には下記に加え、歯舌、メスの生殖器、浮遊性卵嚢などについても詳しい図示と説明、レファレンスがある。
大きさ
成貝の殻高（殻長）3 mmから24.9 mmで、本属中では最大になる。殻高／殻径比は1.23-1.8で、高い螺塔をもつ。螺塔側面は直線的かわずかに膨らむ。体層周縁は鈍く角張る。原殻は3層で直径0.36 mmだが、通常は浸食されている。
彫刻
殻は堅固で、螺層上面には等間隔の10本から12本の螺溝がある。またこれとは別に微細な螺条が全面にある。
殻色
成貝の殻色は白色から灰白色で、周縁より上にぼんやりとした幅広の青灰色の色帯を廻らし、螺溝の部分はやや色が濃く見える場合がある。また螺塔上部など殻表が摩滅や浸食された部分は内層の色が出て褐色がかることがある。殻頂は褐色で、後成層の2 - 3層目までは5 - 9本の褐色の螺線があるが、成長とともに消える。殻口内は暗褐色で、底部に1本の白色帯がある。
蓋
褐色の角質で少旋型。
軟体
頭部と腹足側面は黒色、触角は灰色から黒色で通常は明瞭な縦のストライプがある。触角の付け根付近の外側に眼があり、眼の周囲は色素がない。陰茎のフィラメントは本属内では最も長大に発達し、陰茎全体の6 - 7割の長さを占める。また先端手前まで皺状彫刻が広がり、先端は裁断状、もしくは鈍く尖るが鋭角には尖らない。

## 生態
生息環境
オーストラリア温帯の岩礁性の海岸で、波打ち際から高潮帯まで見られる。基質は片岩、花崗岩、堆積岩、コンクリート、さらには木製の桟橋などでも、一定の硬さがあれば様々な基質に見られるが、最も多いのは露出した岩上である。これらの場所で岩の窪みや割れ目などに主に生息するが、極端に隠蔽的な環境には見られない。適度に露出した環境では密度が著しく高くなる場合があり、ニューサウスウェールズ州ケープバンクスでは1平方メートル当たりに9600個体という例もある。夏の灼熱の下では本種も他の一部のタマキビ科の貝類同様に、貝殻を持ちあげて夏眠体勢をとる。
食物
基質上の微細藻類、胞子、地衣類などを食べている

### 繁殖
アデレード近郊では通年繁殖しており（Nwe、1974）、タスマニアでも通年の新規加入が報告されている（Chen＆Richardson, 1987）。ニューサウスウェールズ州ケープバンクス（Cape Banks (NSW)）では10月から5月にかけて雌が成熟し、産卵の最盛期は12月から3月との報告がある。卵は浮遊性卵嚢に入った形で産まれる。シドニーから報告された浮遊性卵嚢は直径240 μmの帽子形もしくはUFO形の透明なカプセルで、多少デコボコした中央ドームと幅広の周縁リングをもち、周縁リングの中央ラインを更に細い隆起がリング状に取り巻き、内部には直径100 μmの卵が1個入っている。アデレード付近から記録されたものは、卵嚢の直径が100-140 μm、卵の直径80 μmでやや小型である。幼生はプランクトン栄養型である。

## 分類
オーストラリアタマキビ属は、最初は殻と陰茎の形態からタマキビ属 Littorina の亜属としてオーストラリアタマキビをタイプ種として創設された。しかしその後は形態分類における形態の解釈の恣意性から、イボタマキビ属 Nodilittorina の異名とされたり、その後再びイボタマキビ属の亜属として復活するなど20世紀中は必ずしも分類が確定していなかった。21世紀に入って盛んになった分子分類学的研究が進められた結果、オーストラリアタマキビ属 Austrolittorina は独立した属と認められることや、オーストラリアタマキビと亜種関係にあるとされていたニュージーランドの antipodum が明確に区別できる別種であることなどが明らかにされた。
異名
- Litorina acuta Menke, 1843
- Litorina diemensis Philippi, 1847
- Littorina diemenensis Quoy & Gaimard, 1833
- Littorina diemenensis var. pseudolaevis G. Nevill, 1885
- Littorina mauritiana var. crassior Philippi, 1847
- Littorina unifasciata Gray, 1826
- Nodilittorina unifasciata (Gray, 1826)

### 同属種
- Austrolittorina antipodum (Philippi, 1847)
  - ニュージーランド本土、チャタム諸島、ケルマディック諸島に分布する。
  - オーストラリアタマキビによく似ているが、最大でも殻高（殻長）13.7 mmと小型で、螺塔は相対的により高い傾向がある。また殻表の螺溝はより浅く、灰青色の色帯はより明瞭で、ペニスのフィラメントは短く皺がなく、先端が尖っていることなどで異なる[4]。かつてはオーストラリアタマキビのニュージーランド亜種とされていたが、分子系統解析の結果から独立した別種とされた。
- Austrolittorina cincta (Quoy & Gaimard, 1833)
  - ニュージーランド本土、オークランド諸島、チャタム諸島に分布する。成貝は殻高（殻長）8.9-20.2 mmで属内では大型。普通は淡色と褐色が交互に作る細い螺状の縞模様がある。ときに縞模様が不明瞭な場合でも、少なくとも殻底には縞模様が出ることで同属の他種と区別できる。ペニスの形態は antipodum に似る[4]。
- Austrolittorina araucana (d'Orbigny, 1840)
  - ペルーからチリ南部にかけての南米大陸沿岸に分布する。成貝の殻高は1.5-13.8 mmと小型。殻形や殻色は変化に富み、白色、青灰色、暗褐色などのものが見られ、不鮮明な斑紋が出る個体もある。色の薄い個体はオーストラリアタマキビや fernandezensis の小型個体に似るが、分布が異なる。ペニスのフィラメントは長く、皺彫刻はなく、先端手前に輸精溝の開口部のある前角があるため先端にかけて斜めの裁断状になることでも他の同属種と区別できる（Reid, 2002: fig.19A-C）[10]。分子情報からは本属の現生5種の中で最も早く分岐したと推定され、その時期はおよそ4千万年前 - 7300万年前と見積もられている[9]。
- Austrolittorina fernandezensis (Rosewater, 1970)
  - チリ沖のファン・フェルナンデス諸島及びデスベントゥラダス諸島に分布する。成貝は殻高（殻長）5.4-21.3 mmで属内では大型。殻の形質のみではオーストラリアタマキビとの区別が難しい場合があるが、分布は重ならない。またペニスのフィラメントは短い角状で皺彫刻がなく、長大で皺彫刻をもつオーストラリアタマキビとは異なっている（Reid, 2002: fig.21G-J）[10]。